# Mosaic (журнал)
Mosaic — интернет-журнал о еврейских идеях, религии, политике и культуре, основанный в июне 2013 года.
Онлайн-журнал с подпиской предлагает полноценные ежемесячные эссе «по вопросам или темам, имеющим актуальное значение для евреев, иудаизма или еврейского государства». Темы варьируются от культурных и религиозных вопросов до социальных и философских проблем, а подробные ответы на каждое эссе будут прилагаться в течение месяца. Кроме того, Mosaic публикует множество кратких статей, содержащих комментарии к актуальным новостям, исторические размышления и многое другое. Постоянной рубрикой Mosaic является раздел «Выбор редакторов»: ежедневная подборка самых актуальных материалов, собранных из разных уголков интернета и представленных в кратких резюме, подробно описывающих их суть и важность. 
Авторы, публиковавшиеся в Mosaic: Леон Касс, Натан Щаранский, Меир Соловейчик, Рут Виссе, Мартин Крамер, Майкл Доран, Давид Вольпе, Хиллель Халкин, Матти Фридман, Эллиот Абрамс, Эйнат Вильф, Джон Болтон, Дуглас Фейт, Дори Голд, Даниэль Гордис и многие другие. Кроме того, в Mosaic есть популярная этимологическая колонка Philologos. Mosaic также опубликовал статьи осуждённого израильского шпиона Лоуренса Франклина. 
Редактор — Джонатан Сильвер. Основатель и главный редактор Mosaic — Нил Козодой.